# Nesso (Italia)
(Leonardo da Vinci, Codice Atlantico, c. 573v)
Nesso (Ness in dialetto comasco, AFI: /ˈnɛs/) è un comune italiano di 1 103 abitanti della provincia di Como in Lombardia.
Nesso si trova sulla sponda orientale del ramo di Como dell'omonimo lago.

## Geografia
Il territorio comunale di Nesso è situato sulla costa occidentale del triangolo Lariano, il territorio compreso fra i due rami del lago di Como. Il centro abitato si estende dalla sponda del lago arrampicandosi in direzione del Pian del Tivano verso il confine con il comune di Zelbio, l'estensione altimetrica è pari a 1.218 metri, dai 199 m s.l.m. della riva del lago fino ai 1.417 m s.l.m..
Il territorio è attraversato da numerosi corsi d'acqua, i più rilevanti sono il torrente Nosée e il torrente Tuf che confluiscono dando origine ad una spettacolare cascata all'interno dell'orrido di Nesso.

## Origini del nome
Il toponimo è di origine celtica e significa "ormeggio".
Pur facendo riferimento a una stessa origine celtica, altre teorie ricercano l'origine nella divinità di Ness, legata alle acque.

## Storia
Le più antiche attestazioni dell'esistenza umana nel territorio di Nesso sono costituite da un masso erratico inciso da coppelle e da un'ascia in pietra databile al Neolitico.
La prima menzione del nucleo abitato di Nesso risale al 951 in un privilegio a favore del monastero di Santa Maria del Senatore di Pavia tramite il quale Berengario II accordava al monastero i suoi beni della "corte di Nesso", privilegio confermato poi da Federico Barbarossa nel 1161.
Scarsissima è la documentazione sull'antica pieve di Nesso, pieve rurale lontana dalle grandi vie di passaggio ma che comprendeva ben dieci paesi, compresi alcuni situati sull'altra sponda del Lario. Una relazione della visita pastorale di Francesco Bonesana cita l'antica tradizione che vorrebbe far risalire la fondazione della parrocchiale dei Santi Pietro e Paolo a sant'Ermagora d'Aquileia. Certo è che la cristianizzazione di Nesso è, come quella di tutti i centri abitati del lago, più tardiva rispetto ad altre località più vicine alle grandi vie di comunicazione, prima dell'anno mille è citata come "manso" del monastero di San Dionigi di Milano. La prima citazione della pieve si trova in un atto di permuta dell'XI secolo.
Sotto il pavimento dell'antica chiesa venne rinvenuta la salma del vescovo Rainaldo (vescovo di Como dal 1062 al 1084) che soleva risiedere a Nesso così come i suoi successori Eriberto e Guido Grimoldi. Altro evento di rilievo fu la visita di papa Urbano II nel 1095, in paese probabilmente per rendere omaggio alla fedeltà del defunto vescovo Rainaldo. La tradizione vuole che in quell'occasione venne consacrata la chiesa dei Santi Pietro e Paolo.
Nella guerra fra Como e Milano (1118-1127) Nesso, come la maggioranza dei comuni della diocesi comasca, si schierò con la fazione milanese, la controparte comasca attaccò il centro abitato distruggendo le fortificazioni. Tra le varie costruzioni distrutte ci fu il forte situato nell'odierna frazione di Castello, abbattuto nel 1124. L'Anonimo Cumano, a cui si deve la narrazione di questo conflitto, cita la ribellione di Nesso e la presa della fortificazione che non appare essere stata residenza di un castellano o feudatario bensì fortificazione comunale difesa dalla popolazione. Dal 1168 in poi Nesso rientra nelle dipendenze di Como.
Del 1295 è la prima menzione dell'hospitale di Santa Maria di Vico e quindi della presenza degli Umiliati.
Nel 1335, con la sottomissione di Como ai Visconti, il territorio venne riorganizzato, della pieve di Nesso facevano parte Nesso, Brienno, Zelbio, Veleso, Careno, Quarzano, Erno, Palanzo, Riva di Lemna, Laglio e Molina. Nello stesso anno, il comune di "Nescio" risulta tuttavia ancora esercitare la sua influenza sulla sponda opposta del lago, come testimoniato dall'incarico della manutenzione di un tratto della via Regina dal "molandinum Castelli de Brienno usque ad capud burgi de Brienno prope et extra portam burgi de Brienno”.
Nel Medioevo l'abitato era diviso in due località, il Borgo situato sulla costa e il Castello dotato appunto di una fortificazione, a questi si aggiungevano alcuni nuclei minori come Vico caratterizzati dall'attività agricola. La suddivisione in due nuclei era, all'epoca, normale per le località lacustri e rifletteva l'esigenza di disporre di un nucleo fortificato in caso di difesa. La chiesa pievana e la piazza principale si trovavano a Borgo mentre le attività economiche e le abitazioni delle famiglie importanti si trovavano a Castello. Qui sorgeva anche la chiesa di San Lorenzo. I due nuclei erano uniti da un ponte che attraversava l'orrido già citato da Paolo Giovio nella sua opera Larius. Il ponte in pietra, dopo il suo crollo avvenuto nel XV secolo, venne sostituito da un ponte in legno. Negli atti è citata anche la presenza di numerosi mulini destinati alla produzione di panni di lana che venivano esportati. Due mulini si trovavano anche Onzanigo, dove nel 1578 risultavano essere presenti circa venti edifici, in quantità di poco inferiore rispetto a quelli che nello stesso periodo si trovavano a Castello, Borgo, Lissogno e Vico.
Nel 1497 il duca milanese Ludovico Maria Sforza concesse Nesso in feudo a Lucrezia Crivelli.

Il gonfalone comunale

Il castello di Nesso, situato su una rupe che sovrasta il centro abitato, ad inizio del XVI secolo fu dominato da un luogotenente di Gian Giacomo Medici che controllava il ramo del lago sottostante e che fornì allo scrittore Giambattista Bazzoni l'ispirazione per il suo romanzo storico Falco della rupe o la guerra di Musso. Nel 1532 i milanesi smantellarono la fortificazione della quale rimangono tracce delle torrette e delle mura. Nell'Ottocento, sui ruderi del castello vennero erette tre torrette ancor'oggi visibili.
Nel 1538 il borgo passò a Giovan Angelo Corio, per poi divenire feudo della famiglia Casnedi dal 1647 al 1787, anno in cui l'ultimo erede maschio morì e Nesso ritornò alla Regia camera del Ducato di Milano.
Sempre capopieve, nel 1751 Nesso comprende, nel suo territorio, il cassinaggio di Cavagnola.
Un decreto di riorganizzazione amministrativa del Regno d'Italia napoleonico datato 1807 sancì, per il comune di Nesso, l'annessione di Careno, Veleso ed uniti e Zelbio. L'unione fu tuttavia abrogata con la Restaurazione.
Nel 1928 Nesso riallargò i propri confini territoriali con l'annessione del comune di Careno (R.D. 31 maggio 1928, n. 1363).

### Simboli
Lo stemma e il gonfalone del comune di Nesso sono stati concessi con decreto del presidente della Repubblica del 9 ottobre 2002.
Il gonfalone è un drappo troncato di giallo e di bianco. La bandiera, concessa con D.P.R. del 28 novembre 2018, è un drappo troncato di giallo e di bianco, caricato dello stemma comunale sopra descritto.

## Monumenti e luoghi d'interesse

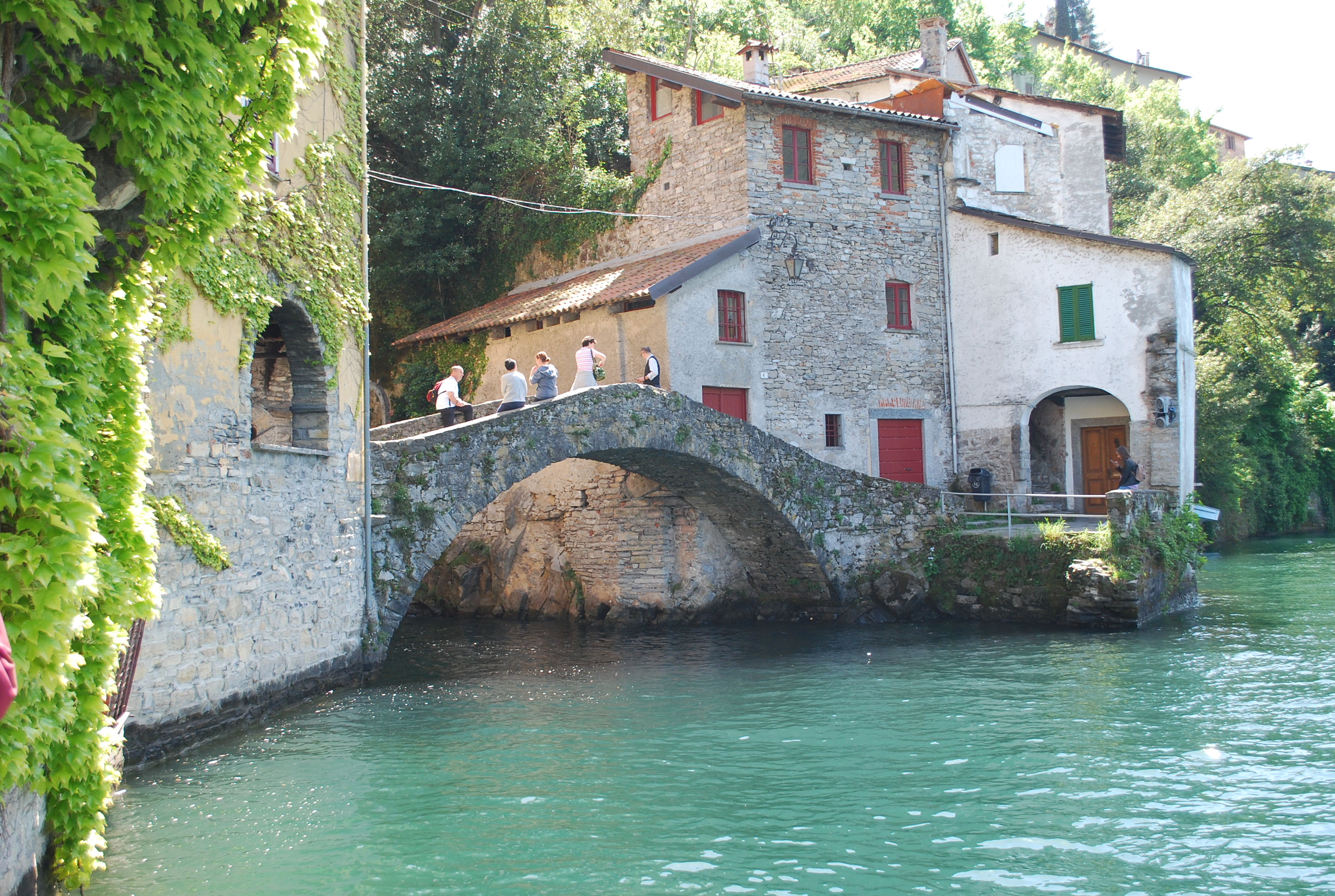
Il ponte della Civera

### Architetture religiose
- Chiesa parrocchiale dei Santi Pietro e Paolo[28]

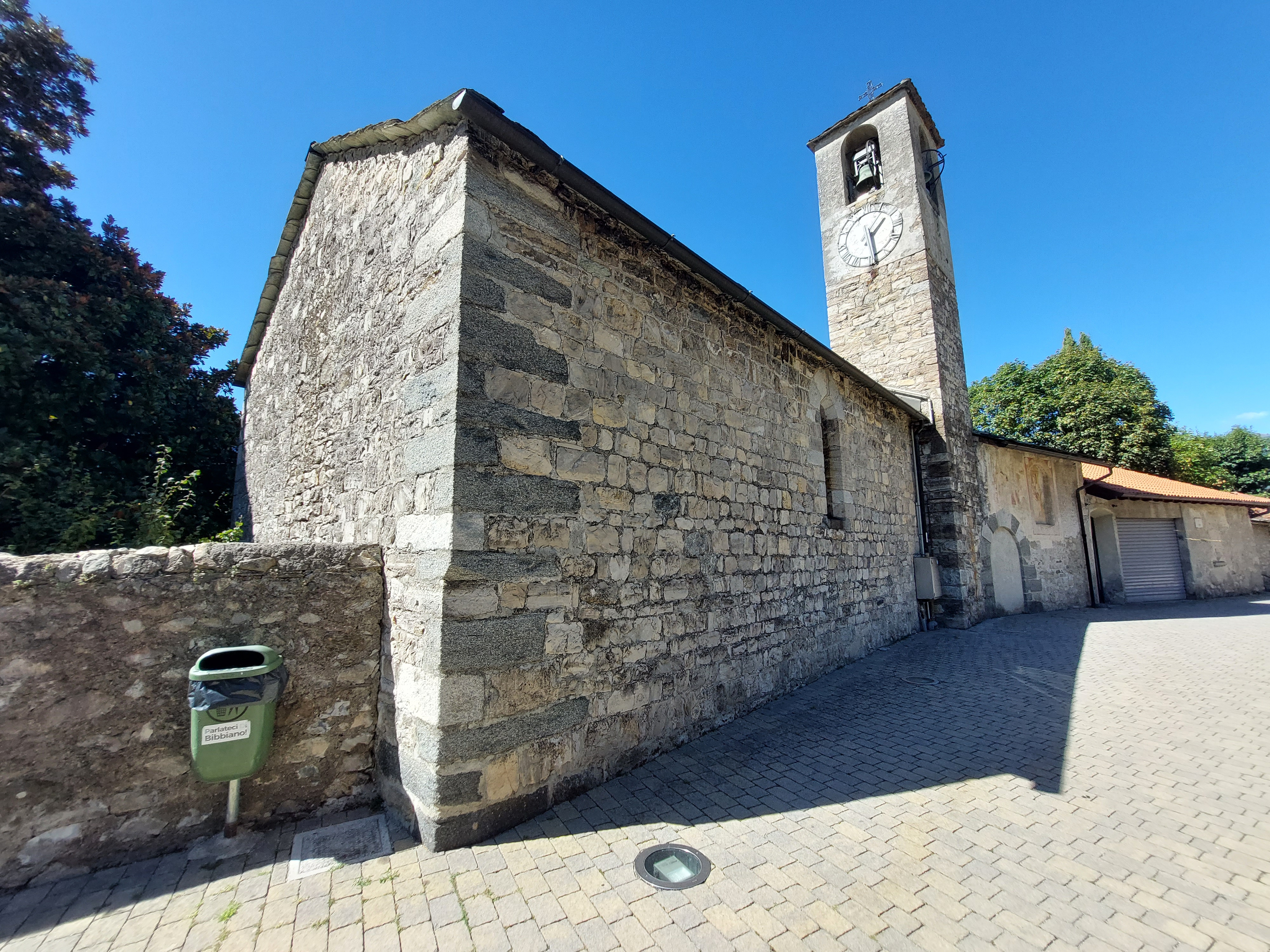
Chiesa di Santa Maria di Vico

- Chiesa di Santa Maria di Vico[29]
- Chiesa di San Lorenzo a Castello[30]

#### A Careno
- Chiesa della Beata Vergine Assunta (1665-1671)[31]

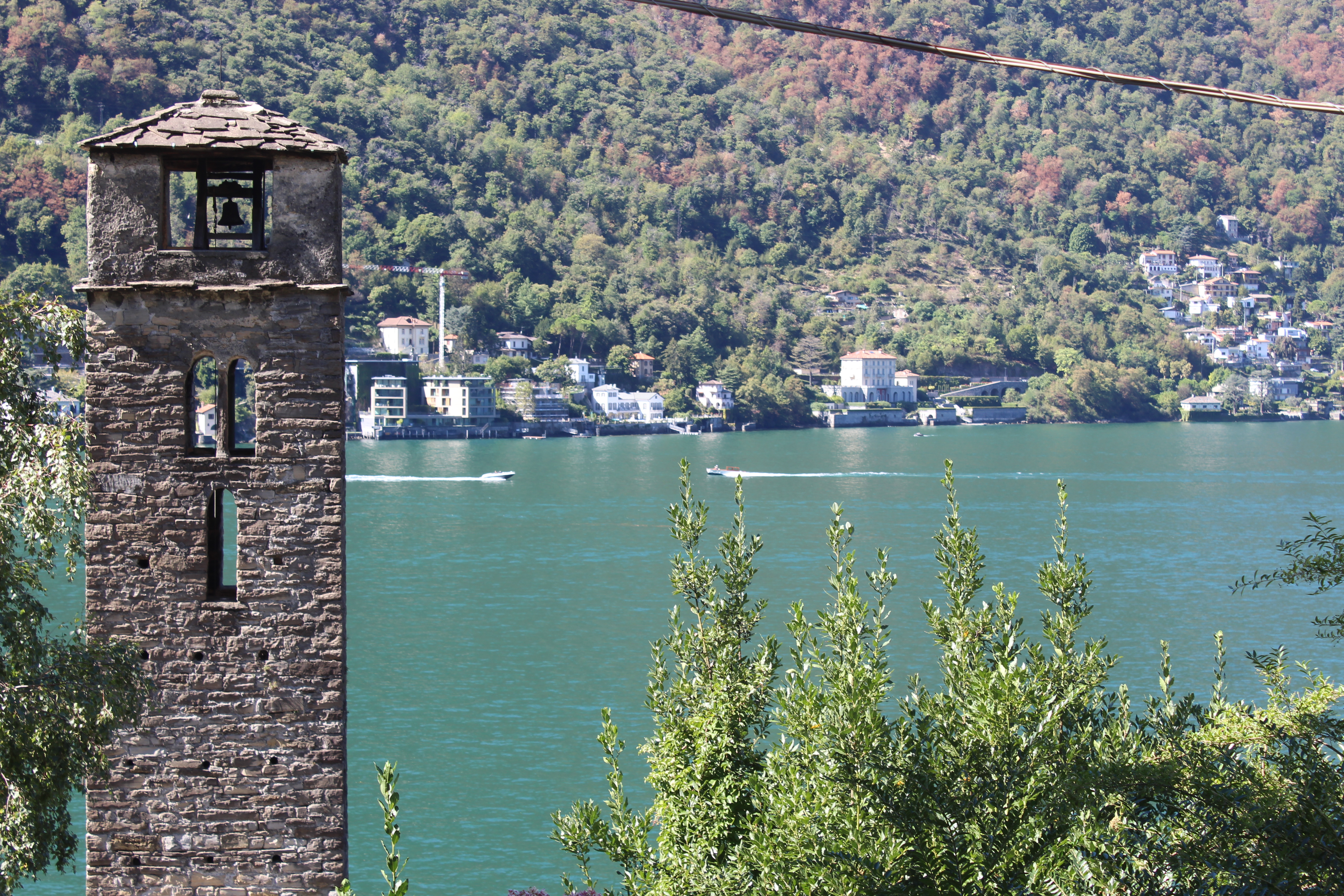
Chiesa di San Martino

- Chiesa di San Martino (metà del XII secolo[32])[33]
- Cappella dei Monti di Careno, affrescata nel 1798 da Antonio Maria Caldara[14]

### Architetture civili
- Ponte della Civera (XVI secolo)[18][34]
- Ponte di Riva
- Ponte della Valle di Nosée[14][35]
- Antichi cascinali presso il pian di Careno[14]

### Architetture militari
- Resti del castello di San Lorenzo

### Aree naturali

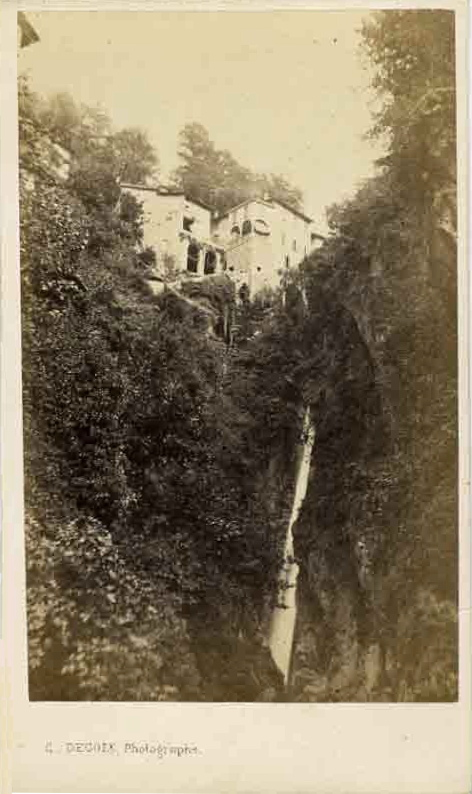
Lorrido di Nesso in una foto di Agostino Degoix

- L'orrido di Nesso, in località Coatesa, è una profonda gola naturale situata alla confluenza delle valli di Tuf e di Nosè, in cui scorrono gli omonimi fiumi.[5] L'orrido può essere osservato dall'alto, dalla strada provinciale 583 "Lariana", oppure scendendo fino al lago con una strada gradinata, costituita di oltre 270 scalini, affiancata dalle case, e raggiungendo il ponte della Civera, un ponte romanico che congiunge le due sponde del corso d'acqua e che è immortalato in alcune scene del primo film di Alfred Hitchcock,[18] Il labirinto delle passioni[36].
- Sopra all'abitato di Careno si trova la grotta Masera[37] (350 m s.l.m.), che al suo interno ospita gallerie, cascate, laghetti, sifoni e una sala con impronte di ammoniti.[14] Da un punto di vista idrico, la grotta è collegata al sistema carsico sotterraneo del Pian del Tivano, del Palanzone e del Monte Preaola, e riversa le sue acque in località Frigirola, poco sopra al livello del lago.[14]

## Società

### Evoluzione demografica

#### Demografia pre-unitaria
- 1751: 751 abitanti[7]
- 1771: 794 abitanti[20]
- 1799: 838 abitanti[21]
- 1805: 834 abitanti[21]
- 1809: 1 658 abitanti (dopo l'annessione di Careno, Veleso e Zelbio)[21]
- 1853: 1 065 abitanti[38]

#### Demografia post-unitaria
Abitanti censiti

### Tradizioni e folclore
La zona attorno alla parrocchiale dei Santi Pietro e Paolo viene ancor oggi detta "Puss al Dom" (cioè: "vicino al duomo") per via dell'abitudine a preferire questa chiesa rispetto alle altre nella celebrazione delle messe, fatto che nel corso dei secoli portò gli abitanti a ribattezzare la stessa come "duomo".

## Cultura

### Istruzione

#### Biblioteche
Nesso dispone di una piccola biblioteca comunale gestita da volontari.

#### Scuole
La sede scolastica di Nesso comprende la scuola primaria e la scuola secondaria di primo grado. È inoltre presente una scuola materna.

## Eventi
Il secondo sabato di agosto si svolge la festa di San Lorenzo nel corso della quale viene organizzato uno spettacolo pirotecnico. Il primo lunedì di marzo si svolge la tradizionale fiera agricola che un tempo rappresentava l'inizio della transumanza degli armenti.

## Infrastrutture e trasporti

### Strade
Il centro abitato è attraversato dalla SS 583. La fermata di Nesso fa parte della linea di autobus Como Bellagio.

### Porti
Nesso è uno degli scali della Navigazione Laghi ed è raggiungibile dai battelli in partenza da Como, Bellagio, Menaggio e Colico.

### Sport
Ha sede a Nesso la società di canottaggio Falco Rupe Nesso fondata nel 1955.